# Plagiothecium vesiculariopsis
Plagiothecium vesiculariopsis là một loài rêu trong họ Plagiotheciaceae. Loài này được Dixon & P. de la Varde mô tả khoa học đầu tiên năm 1927.